# Joachim Ullrich (Musiker)
Joachim Ullrich (* 21. Mai 1955 in Köthen (Anhalt)) ist ein deutscher Jazzsaxophonist und Hochschullehrer.

## Leben und Wirken
Ullrich begann als 16-Jähriger Klarinette zu spielen, wählte aber trotz seines Interesses für Jazz auf Anraten seines Lehrers einen klassischen Zugang. 1976 nahm er das Klarinettenstudium an der Hochschule für Musik Köln auf (das er nicht abschließen sollte). Nach einer Begegnung mit Manfred Schoof wechselte er zum Saxophon. 1978 war er einer der Begründer der Initiative Kölner Jazz Haus. Er spielte in der Gruppe Mandala, im neuen Orchester von Kurt Edelhagen und gründete 1979 die Kölner Jazz Haus Big Band, für die er nahezu alle Arrangements schrieb. Er war 1981 ein Gründungsmitglied der Kölner Saxophon Mafia, in der er bis heute tätig ist, und hat die Offene Jazz Haus Schule in Köln mitbegründet. Zwischen 1982 und 1989 leitete er das Landesjugendjazzorchester Rheinland-Pfalz; daneben spielte er im Orchester von Manfred Schoof (1983 bis 1988). Seit 1986 kamen eigene größere Projekte, wie die Köln Connection, ein mittelgroßes Ensemble, später dann das Projekt Faces of the Duke (1990 bis 1993, gleichnamige CD von 1991) und das große Ensembleprojekt It just smells funny zur MusikTriennale Köln 1994 hinzu. Weiterhin sind Auftragsarbeiten entstanden wie die Musik für die WDR Big Band Köln zur Eröffnung des neuen Sendesaals, einige Auftragsdirigate, die Musik zum Stummfilm Metropolis in einer WDR-Produktion, aber auch Kompositionen für das Festival „Post this...neo that“ für großes Ensemble und Sprecher nach Texten von Dieter Wellershoff, sowie Theater- und Filmmusiken. 
Ullrich war mehrere Jahre Lehrbeauftragter an der Kölner Musikhochschule sowie Gründer und Leiter der Jazzabteilung an der Hochschule für Musik Mainz. Ab 2003 war er Leiter der Jazzabteilung an der Hochschule für Musik Köln.

## Lexigraphischer Eintrag
- Wolf Kampmann (Hrsg.), unter Mitarbeit von Ekkehard Jost: Reclams Jazzlexikon. Reclam, Stuttgart 2003, ISBN 3-15-010528-5.